# تینبایوو
تینبایوو (انگلیسی: Tynbayevo) یک شهرک در شهرستان میشکینسکی استان باشقیرستان کشور روسیه است.